# 莫莱尔 (上比利牛斯省)
莫莱尔（法語：Molère，法語發音：[mɔlɛʁ]）是法国上比利牛斯省的一个旧市镇，属于巴涅尔德比戈尔区。2017年，莫莱尔与市镇邦凯合并为新市镇邦凯-莫莱尔。

## 地理
莫莱尔（43°5'51"N, 0°17'49"E）面积1.74 平方千米，位于法国奧克西塔尼大區上比利牛斯省，该省份为法国西南部内陆省份，北至热尔省，西接大西洋比利牛斯省，南与西班牙接壤，东临上加龙省。
与莫莱尔接壤的市镇（或旧市镇、城区）包括：莫沃赞、邦凯、卡普韦恩、蒂尤斯。
莫莱尔的时区为UTC+01:00、UTC+02:00（夏令时）。

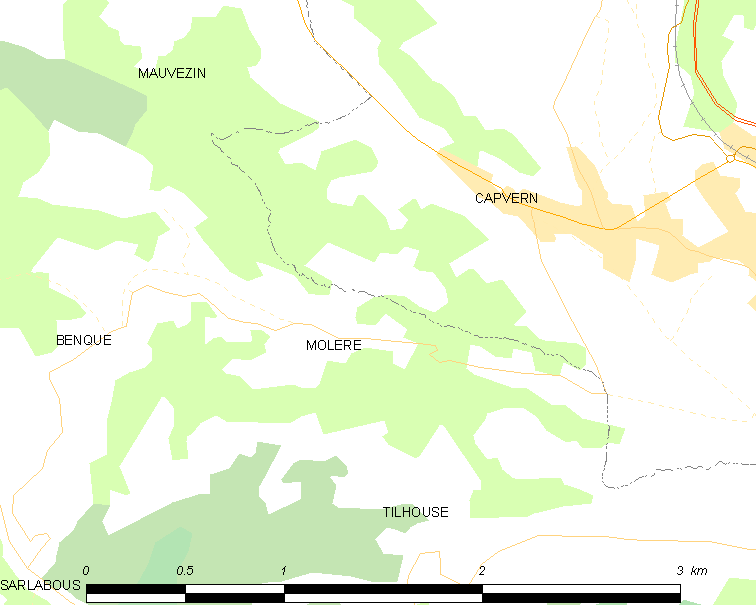
莫莱尔的OSM定位图

## 行政
莫莱尔的邮政编码为65130，INSEE市镇编码为65312。

## 政治
莫莱尔所属的省级选区为阿罗斯河与巴伊斯河谷县。

## 人口

1962-2008年间莫莱尔人口变化图示

莫莱尔于2013时的人口数量为37人。